# Patrick Mora
Pour les articles homonymes, voir Mora.
Patrick Mora né en 1952 est un physicien français connu pour ses travaux en physique des plasmas.

## Biographie
Patrick Mora fait ses études à l'École normale supérieure de 1971 à 1975, date à laquelle il obtient l'agrégation. Il soutient sa thèse à l'université Paris-Sud en 1980. À partir de 1975 il travaille au Centre CEA de Saclay puis rejoint le Centre National de la Recherche Scientifique en 1982. En 1989 il devient professeur à l'École Polytechnique dont il devient directeur du Centre de physique théorique en 2001. À partir de 2009 il dirige le Groupement d'Intérêt Scientifique de l'Institut Lasers et Plasmas chargé des expériences de la communauté scientifique sur le Laser Megajoule.

## Ouvrages
- Patrick Mora, Plasmas créés par laser, CNRS Éditions / EDP Sciences, 2021

## Distinctions
- Prix Paul Langevin en 1997[2].
- Prix Hannes-Alfvén en 2014[3].
- Prix Edward Teller de l'American Nuclear Society en 2021[4].